# Piaski (rejon brzeski)
Piaski, białor. Пескі, ros. Пески, Pieski) – wieś w rejonie brzeskim obwodu brzeskiego w sielsowiecie Klejniki na Białorusi.

## Geografia
Miejscowość położona w zakolu rzeki Leśna, między wsiami Kostycze i Klejniki.

## Historia
W okresie międzywojennym Piaski należały do gminy Motykały w powiecie brzeskim województwa poleskiego II Rzeczypospolitej. Według spisu powszechnego z 1921 r. była to wieś licząca 14 domów. Mieszkało tu 83 osoby: 42 mężczyzn, 41 kobiet. Pod względem wyznania żyło tu 12 rzymskich katolików, 71 prawosławnych. 71 mieszkańców deklarowało narodowość rusińską a 12 polską.
Po II wojnie światowej w granicach Białoruskiej SRR i od 1991 r. w niepodległej Białorusi.